# Konin
Pour les articles homonymes, voir Konin (homonymie).
Konin (prononciation : [ˈkɔɲin], ) est une ville de la voïvodie de Grande-Pologne, dans le centre-ouest de la Pologne. Elle est le chef-lieu du powiat de Konin, même si elle ne fait pas partie de son territoire (la ville constitue un powiat à elle seule).
Avec une population 75 607 habitants en 2016, Konin est la troisième ville la plus peuplée de la voïvodie. Elle est située sur l'axe Berlin - Poznań - Varsovie - Moscou et est également proche de l'Allemagne. Son développement est principalement dû à l'activité minière, très intense depuis 1950, mais l'abandon progressif des exploitations voit un recul de la démographie.

## Situation géographique

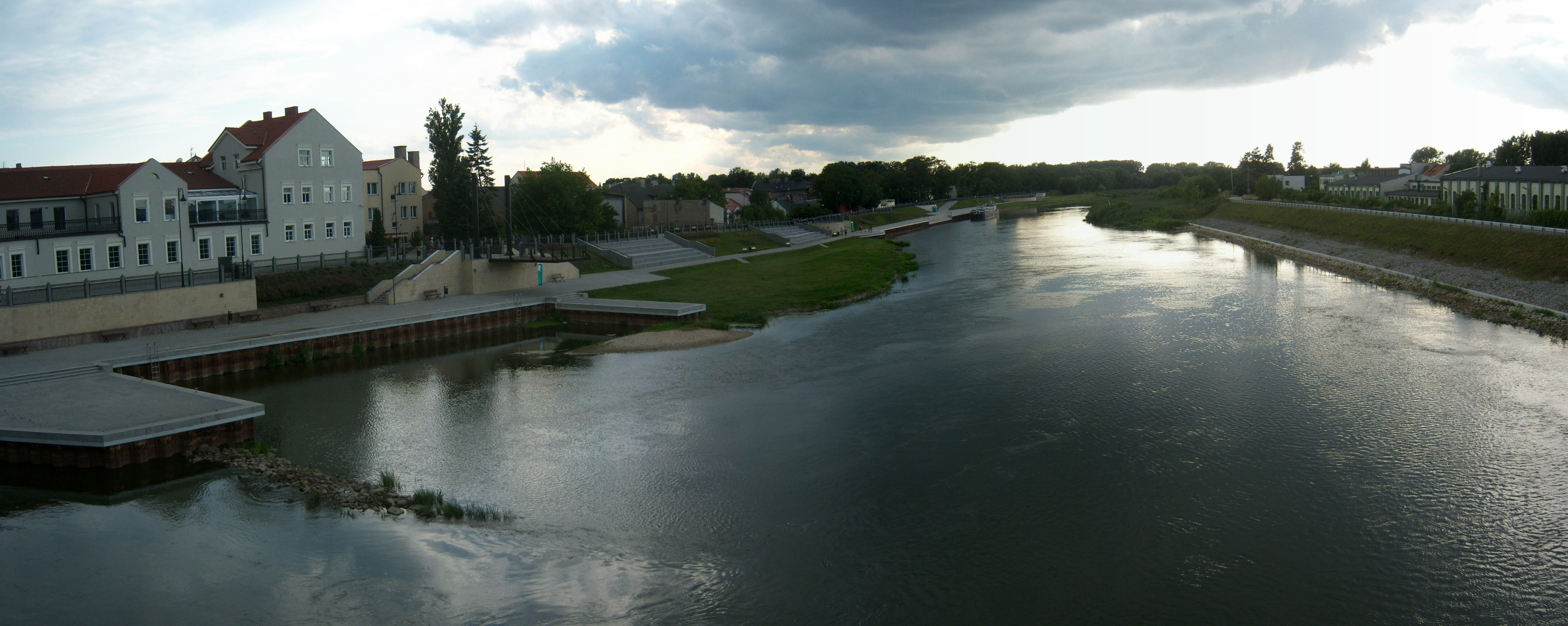
La Warta à Konin.

La ville de Konin est située sur la Warta, dans la partie orientale de la Grande-Pologne. Elle se trouve à 100 km au sud-est de Poznań et à 50 km au nord de Kalisz. Elle s'est développée sur des terrains marécageux.
Konin est un nœud important sur le réseau routier, au carrefour de l’autoroute A2 (Berlin-Moscou) et de la route nationale 25 (Bydgoszcz-Kalisz).
Konin est traversé par la voie ferrée Berlin-Poznań-Kutno-Varsovie-Moscou.
La Warta constitue une voie fluviale de première importance. Konin est également relié à la mer Baltique via des lacs et des canaux.

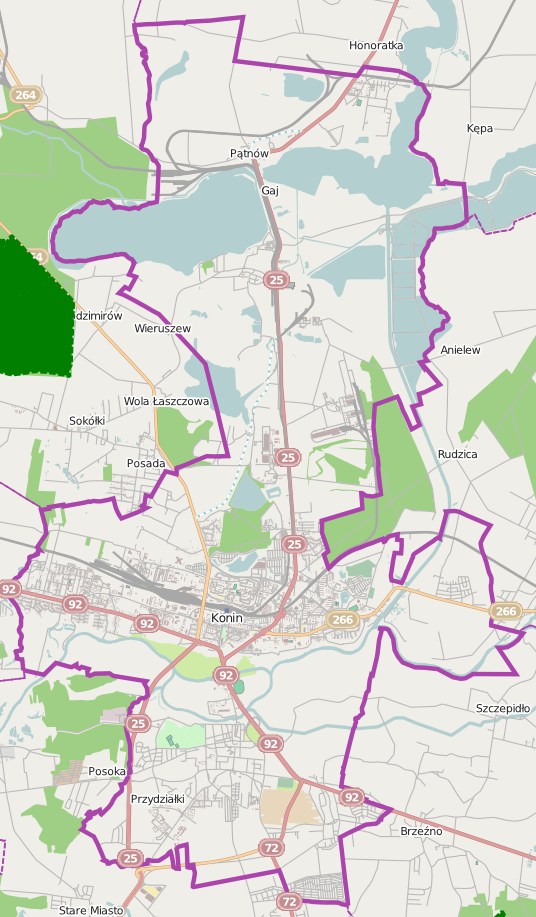
Carte de la ville.
Quartiers de la ville.
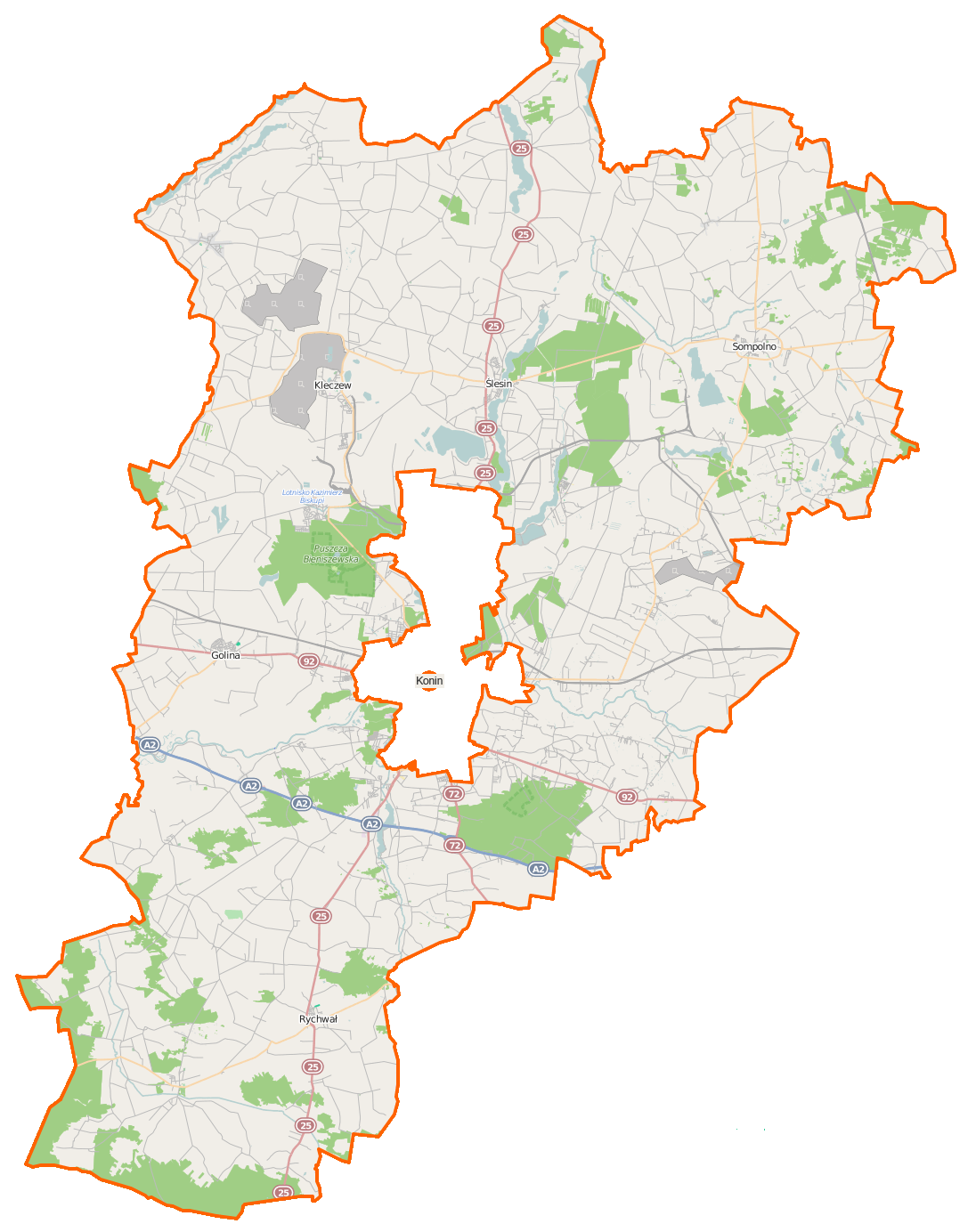
Powiat de Konin.

## Histoire
Le site primitif de Konin est un îlot, à l’endroit où la route Kalisz-Kruszwica traversait la Warta. Konin s’impose rapidement comme un lieu de passage essentiel des routes commerciales reliant le nord au sud, l’est à l’ouest. Konin reçoit les droits de Magdebourg vers 1293. Le destin de la ville est étroitement lié à celui de la Pologne. En 1331, Konin est détruit par les chevaliers teutoniques. Casimir III le Grand reconstruit la ville et l’entoure de remparts. Un staroste s’installe dans le château (aujourd'hui disparu) et la ville devient le chef-lieu d’un arrondissement judiciaire. La ville se développe rapidement grâce à l’arrivée de nombreux artisans. Elle devient un important centre culturel et accueille les nouveaux courants religieux. Vers 1600, ce sont deux médecins exerçant à Konin qui fondent à l’université Jagellonne de Cracovie la plus ancienne chaire d’anatomie de Pologne.
Au XVIIe siècle, épidémies, incendies et guerre avec la Suède provoquent le déclin de la ville. En 1815, avec la disparition du Duché de Varsovie, Konin se retrouve dans le Royaume du Congrès contrôlé par la Russie. En 1863, la ville participe à l’Insurrection de Janvier. La répression des autorités tsariste est sévère et la ville perd pour longtemps son statut de centre régional.
La situation économique ne s’améliore pas à la suite de l'indépendance de la Pologne en 1918. Les conditions de vie des habitants sont misérables. Il n’y a pas de réseau de distribution d’eau, pas d’égouts. La ville n’a pas bénéficié de la révolution industrielle. La crise économique de l’Entre-deux-guerres est durement ressentie. La situation ne commence à s’améliorer qu’avec le désenclavement de la ville, grâce à l’ouverture de la voie ferrée Poznań-Varsovie et à la construction du canal reliant la Warta au lac de Gopło.
Pendant la Seconde Guerre mondiale, Konin fait partie des terres annexées par l’Allemagne (Reichsgau Wartheland). Dans les forêts entourant la ville, les Nazis procèdent à des exécutions de masse de Polonais, principalement de confession juive. Les Juifs représentaient 30 % de la population avant la guerre.
Après la guerre, la ville connaît un nouvel essor économique, grâce à la découverte de gisements de charbon, ce qui provoque une explosion démographique. La ville compte 12 145 habitants en 1950, 40 744 en 1970, 83 517 en 2000, 79 359 en 2010.
De 1975 à 1998, la ville était le chef-lieu de la voïvodie de Konin.

## Monuments
- Słup Milowy : le plus vieux poteau indicateur de Pologne (1151).
- L’église saint Barthélémy, de style gothique (fondée vers 1400).
- L’hôtel de ville de style classique (1796-1803).
- L’église saint André Apôtre, de style gothique (consacrée en 1444).
- Le château de Gosławice, de style gothique (1420-1426), aujourd'hui transformé en musée régional.
- Le monastère réformé (XVIIIe siècle).
- La synagogue (1825-1829).

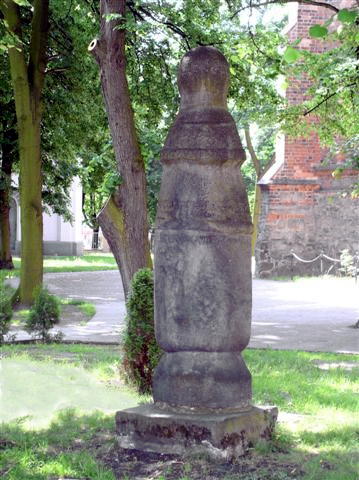
La borne routière de Konin.
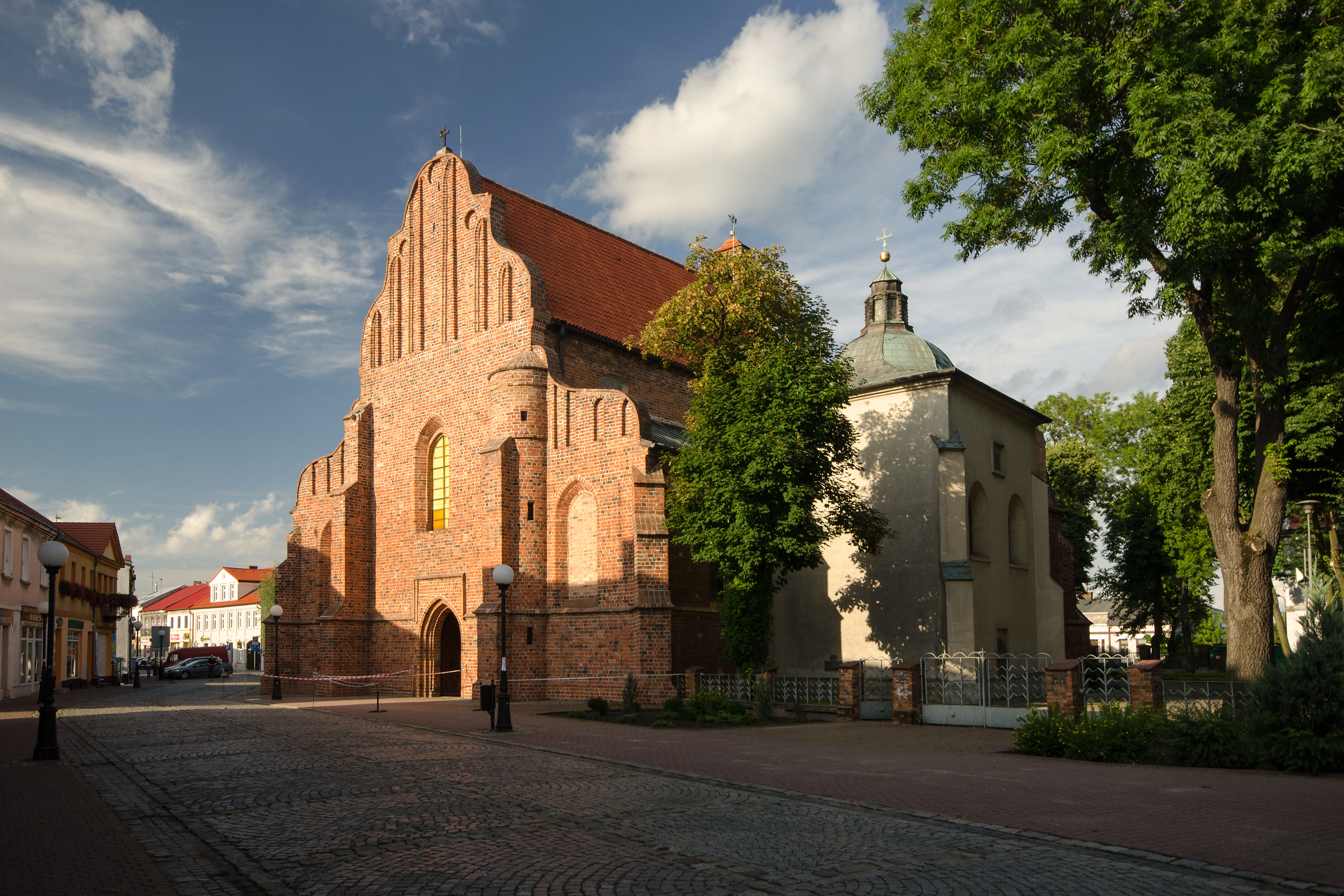
L'église saint Barthélémy (extérieur).
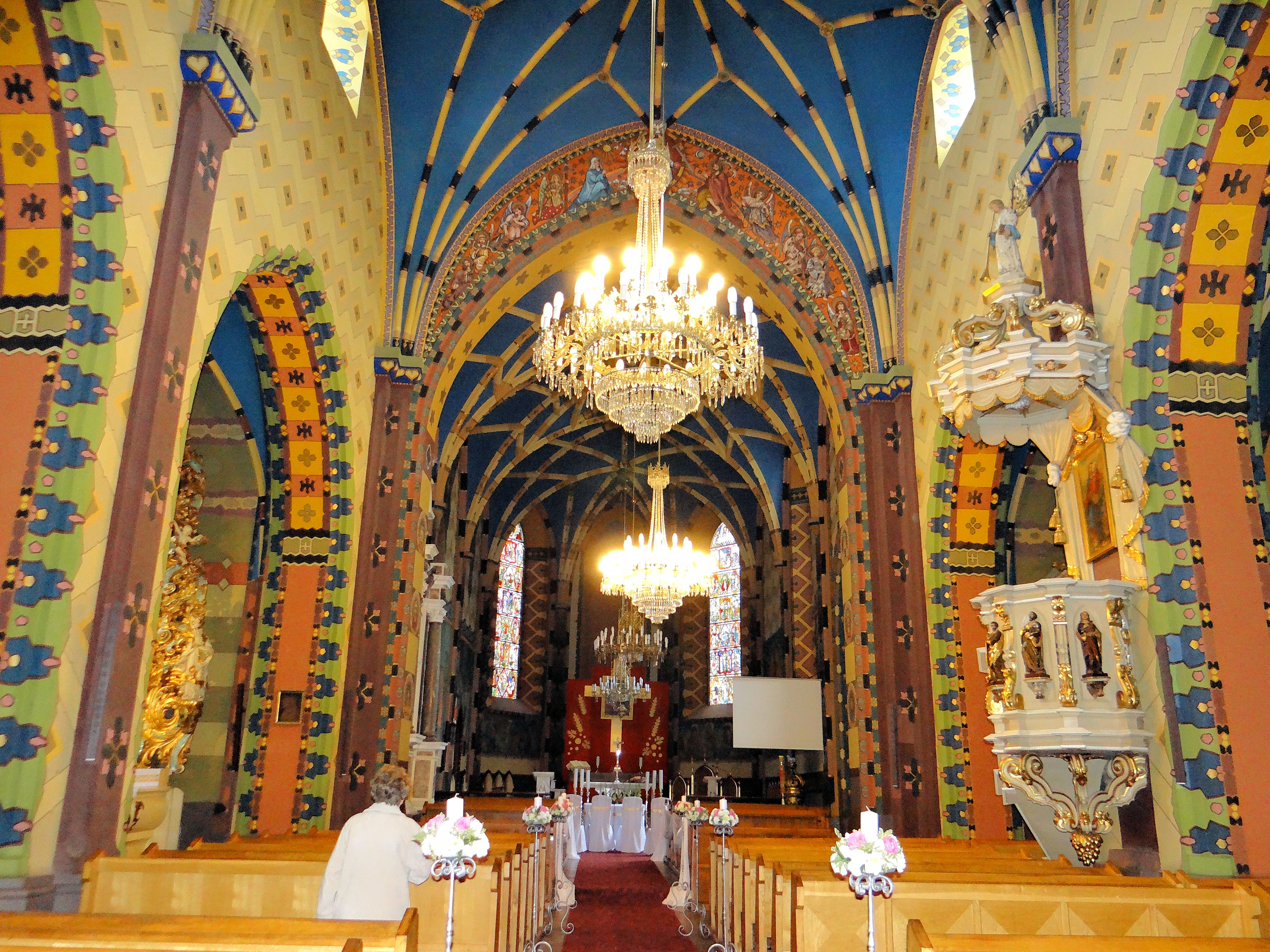
L'église saint Barthélémy (intérieur).
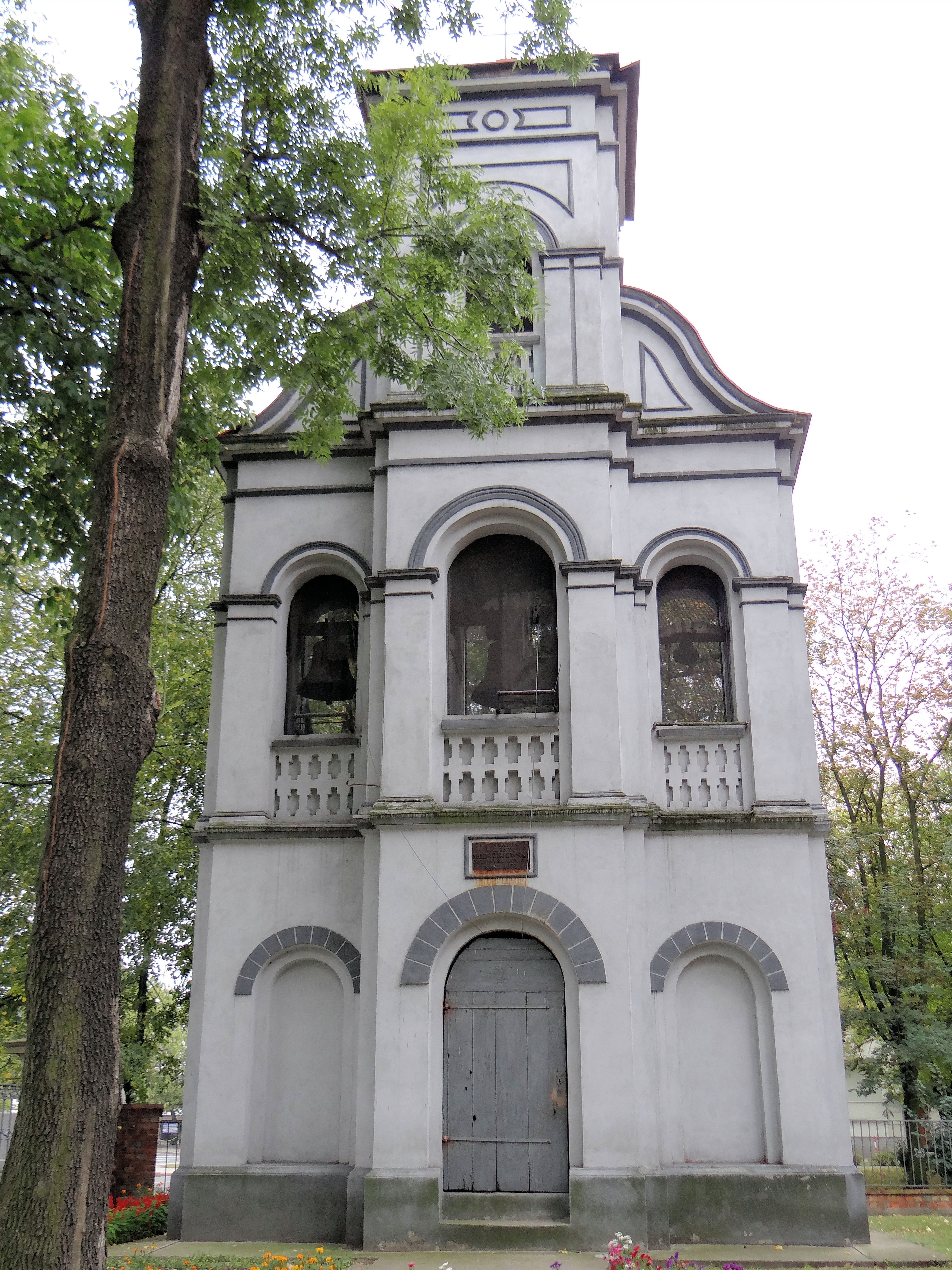
Le beffroi (1878) de l'église saint Barthélémy.
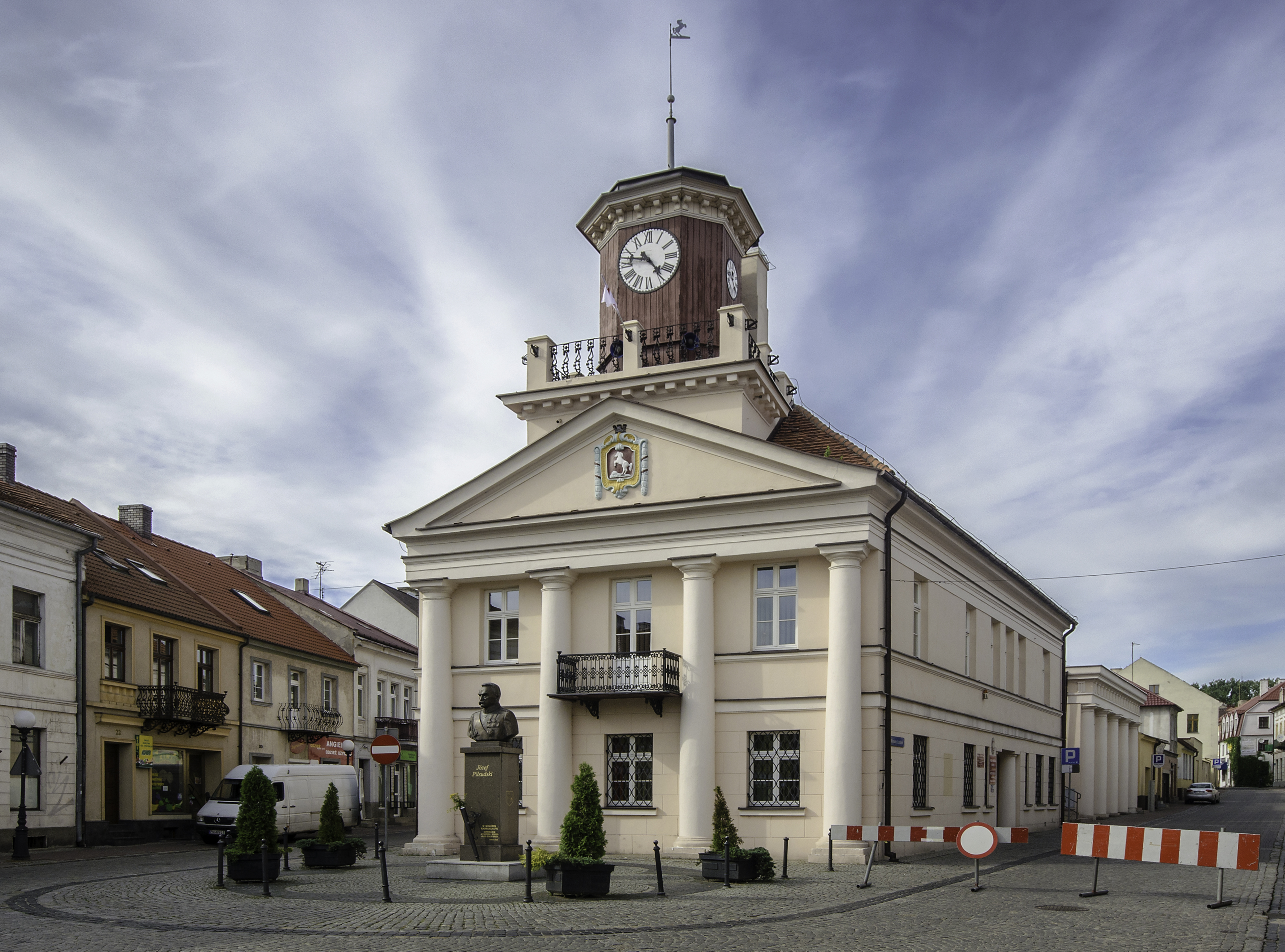
L'hôtel de ville.
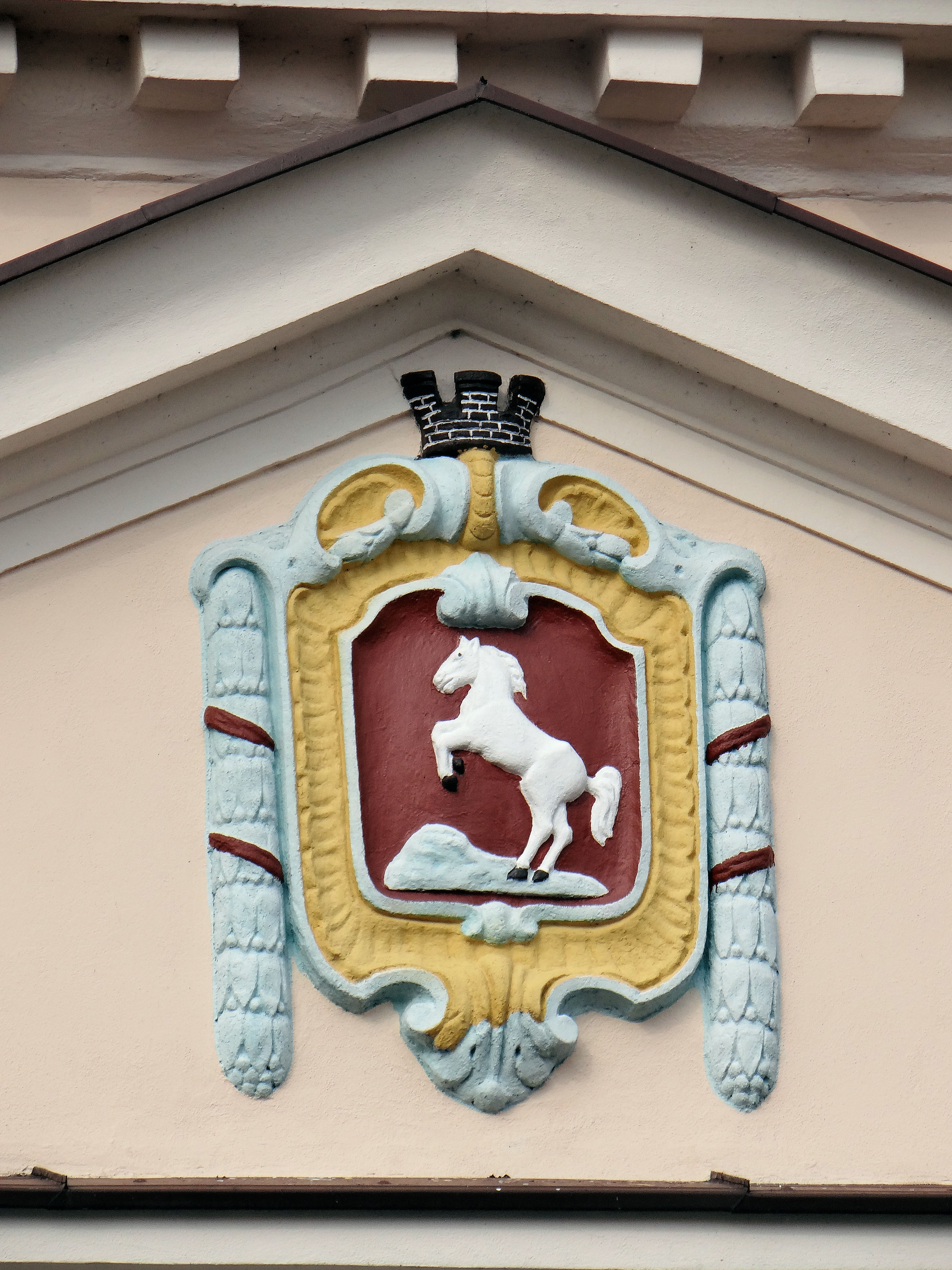
L'hôtel de ville (détail).
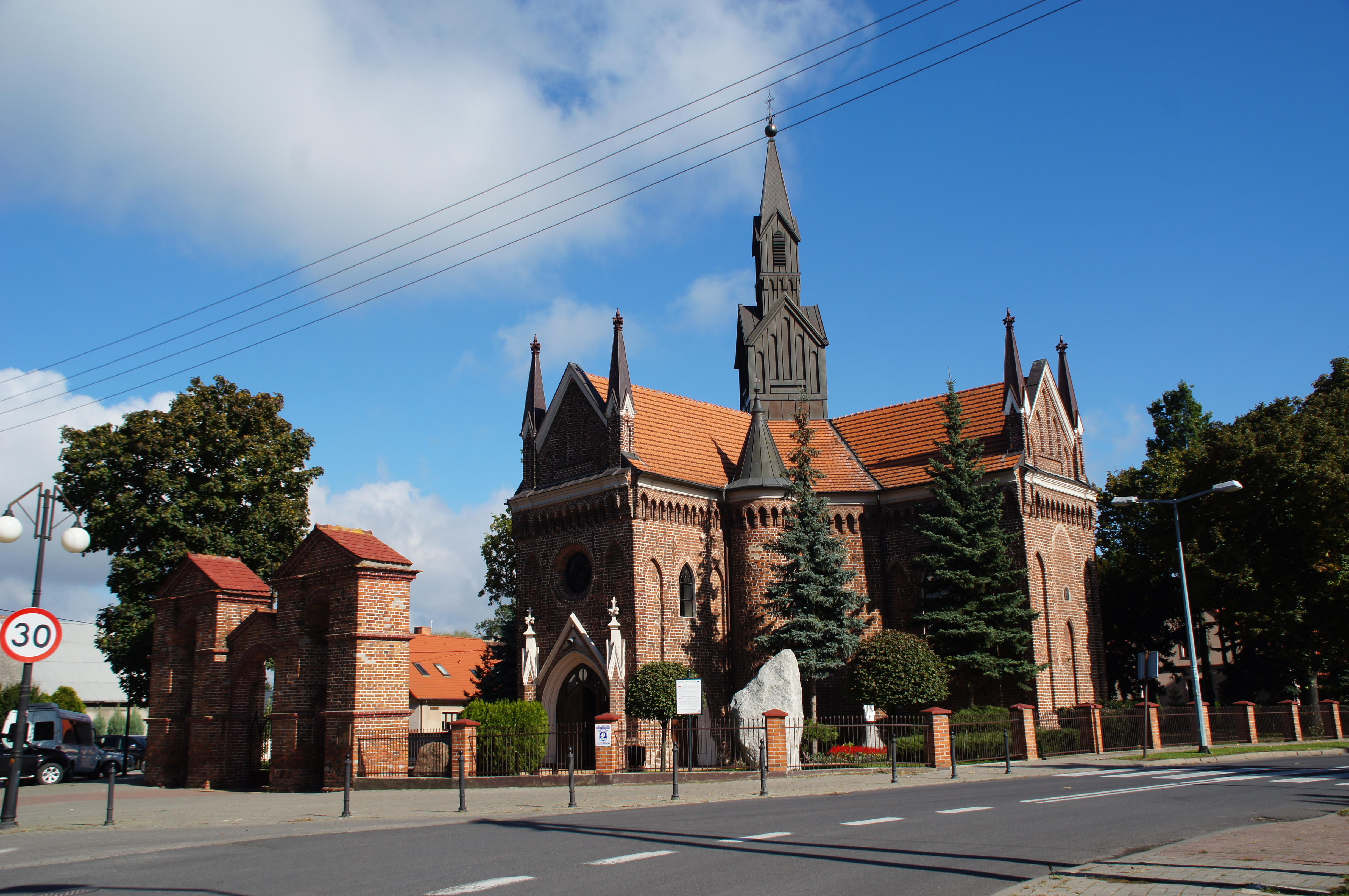
L'église saint André de Gosławice (extérieur).
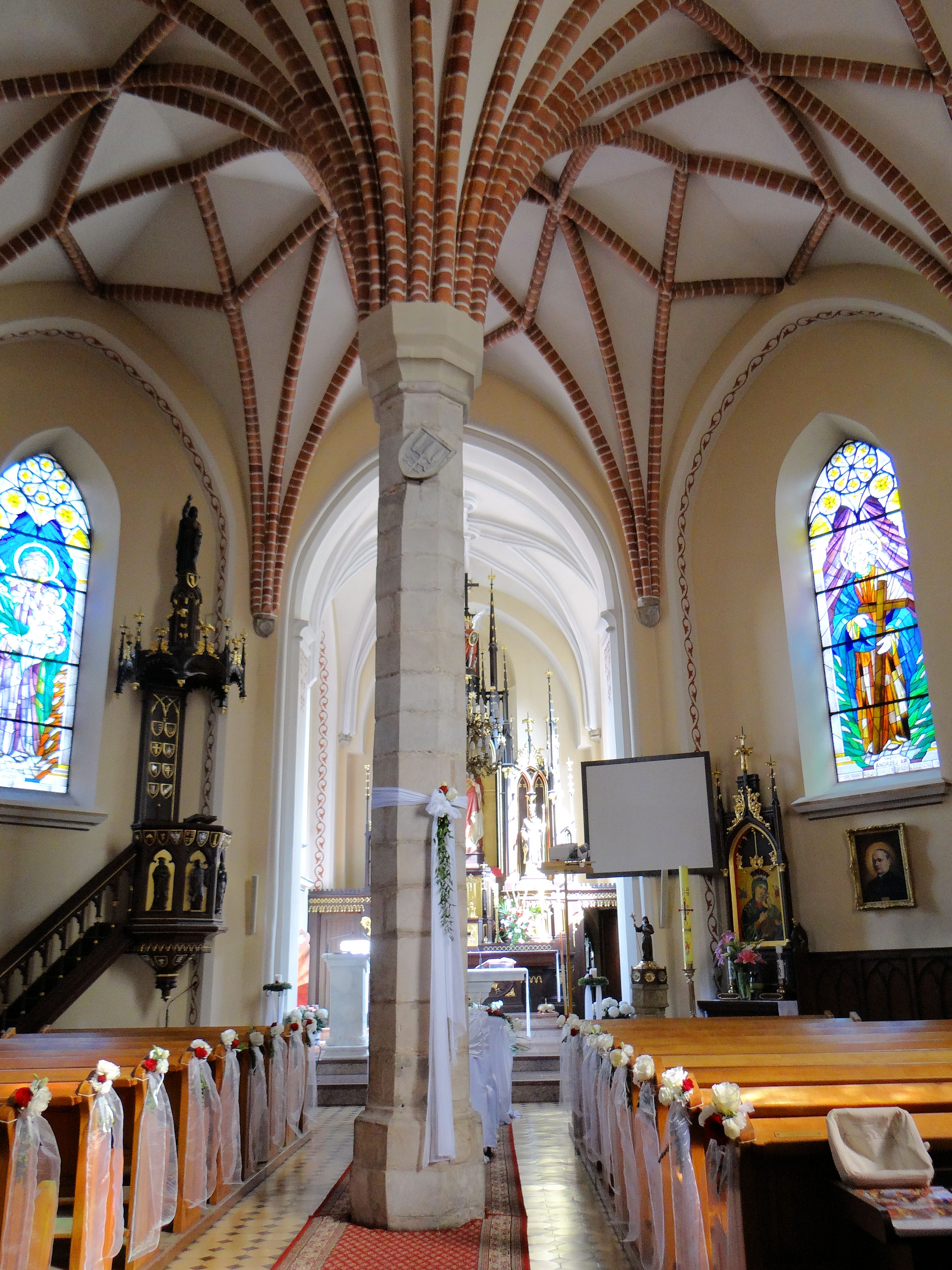
L'église saint André (intérieur).
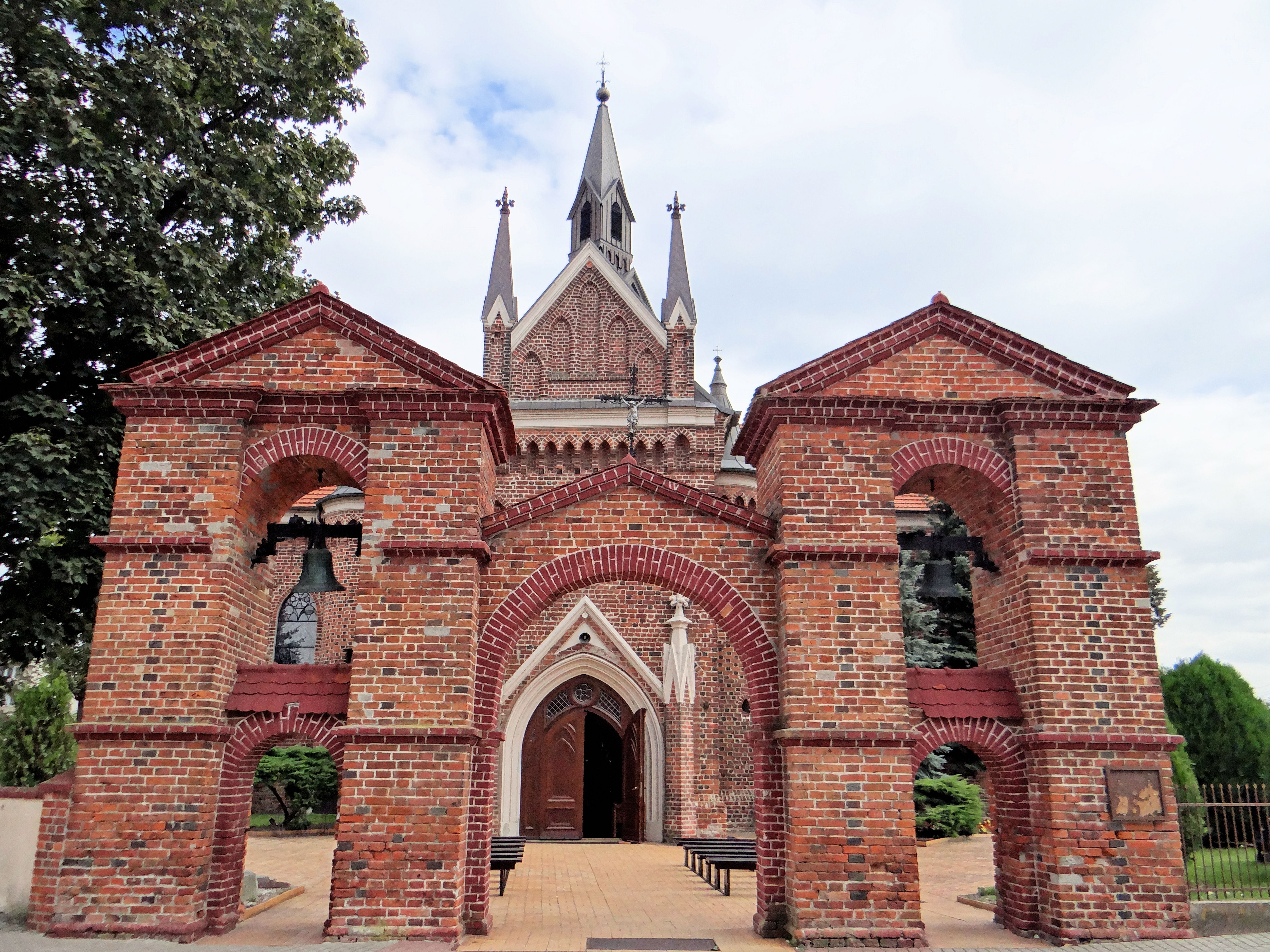
Le beffroi et le portail de l'église saint André.
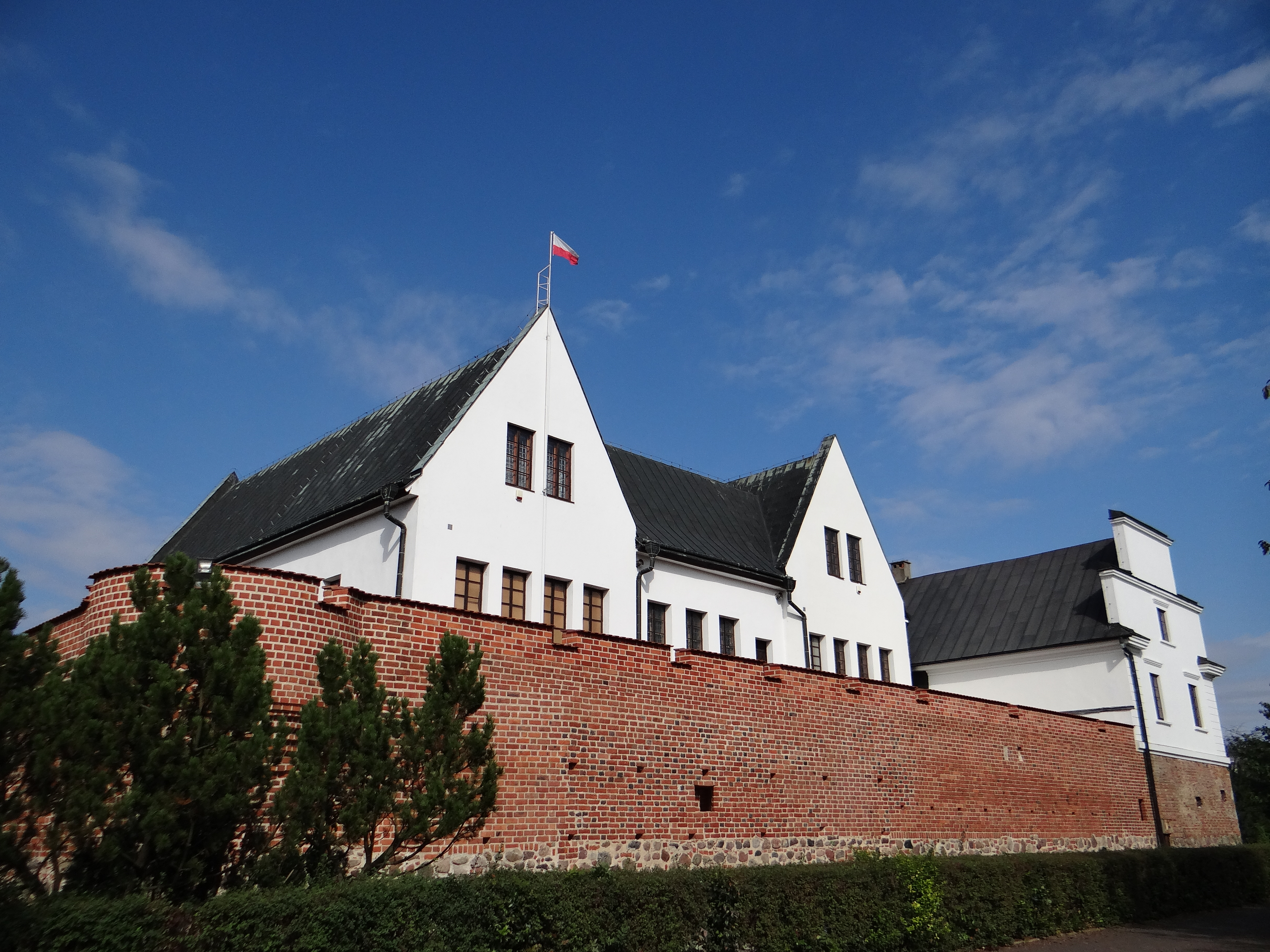
Le château de Gosławice (vue générale).
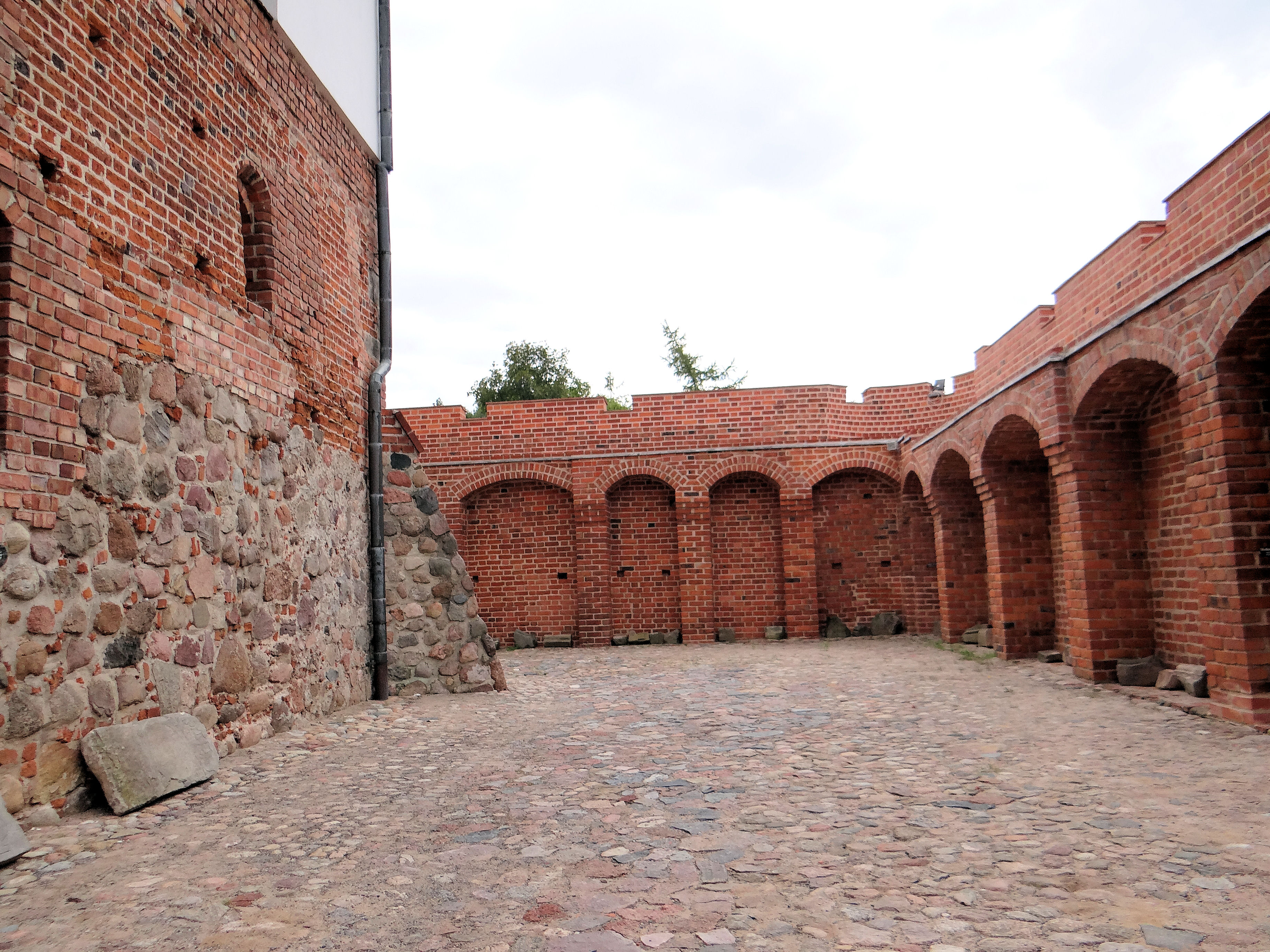
Le château de Gosławice (intérieur).
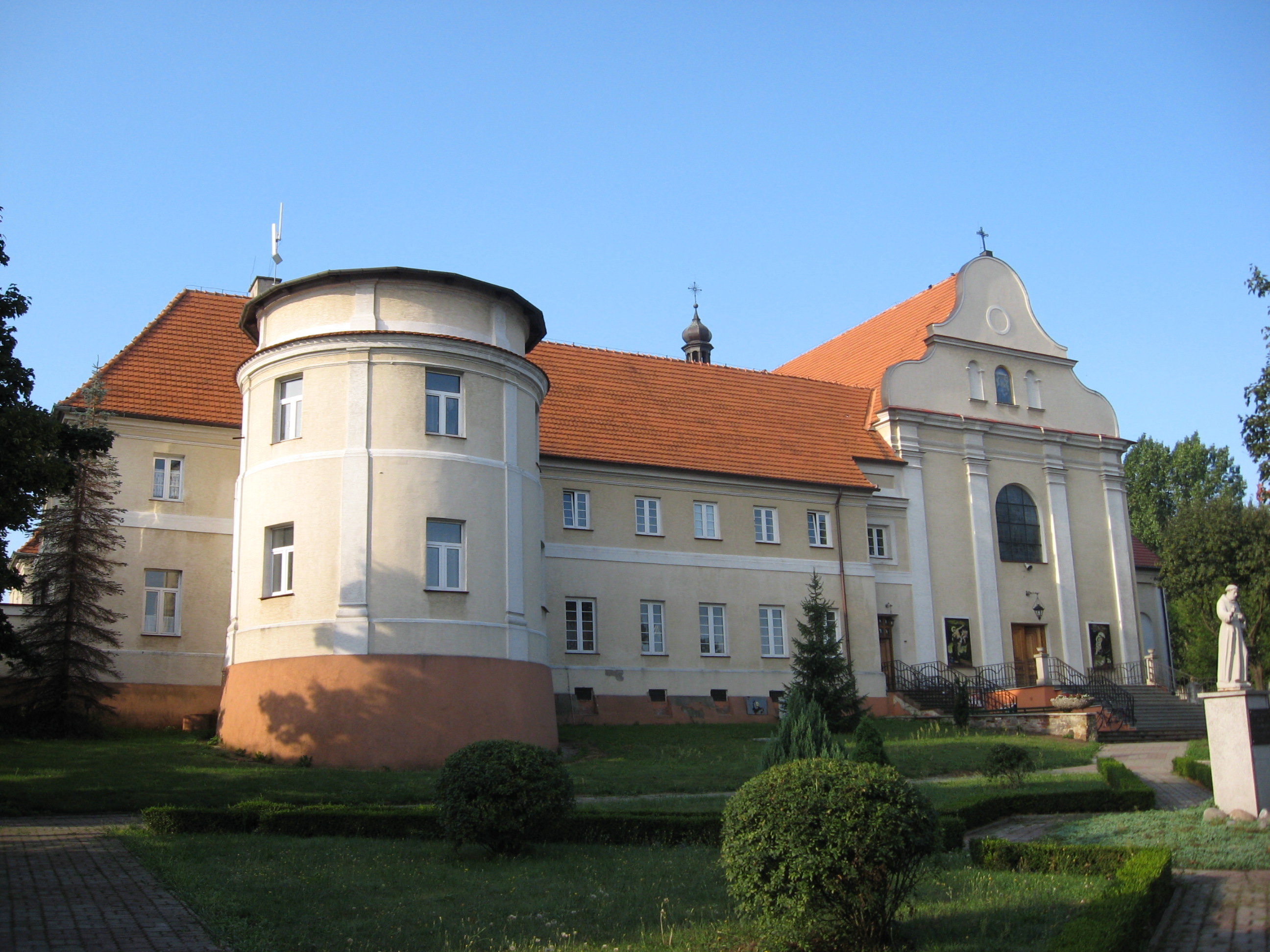
Le monastère réformé.

## Économie
L’exploitation de charbon a fixé l’industrie lourde :
- métallurgie (aluminium) ;
- extraction (lignite), qui a créé la mine de Konin ;
- production d’électricité ;
- fabrication de machines.

L’agro-alimentaire et la construction sont également présents.

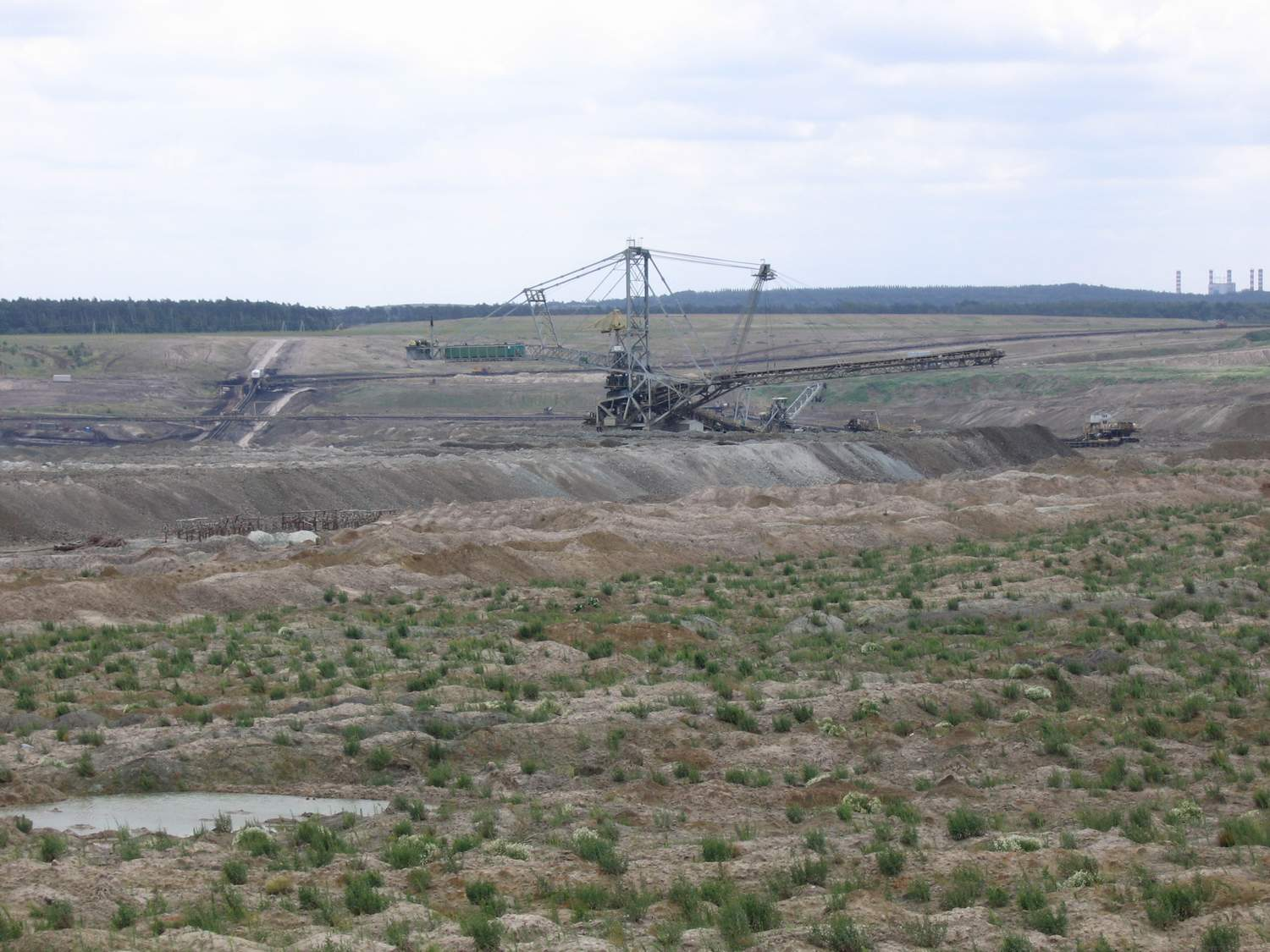
La mine de lignite.
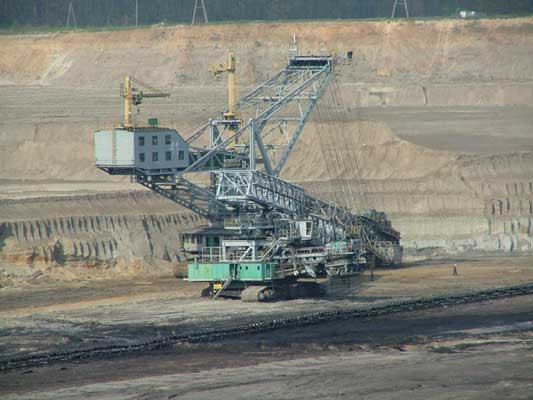
L'extraction de lignite.
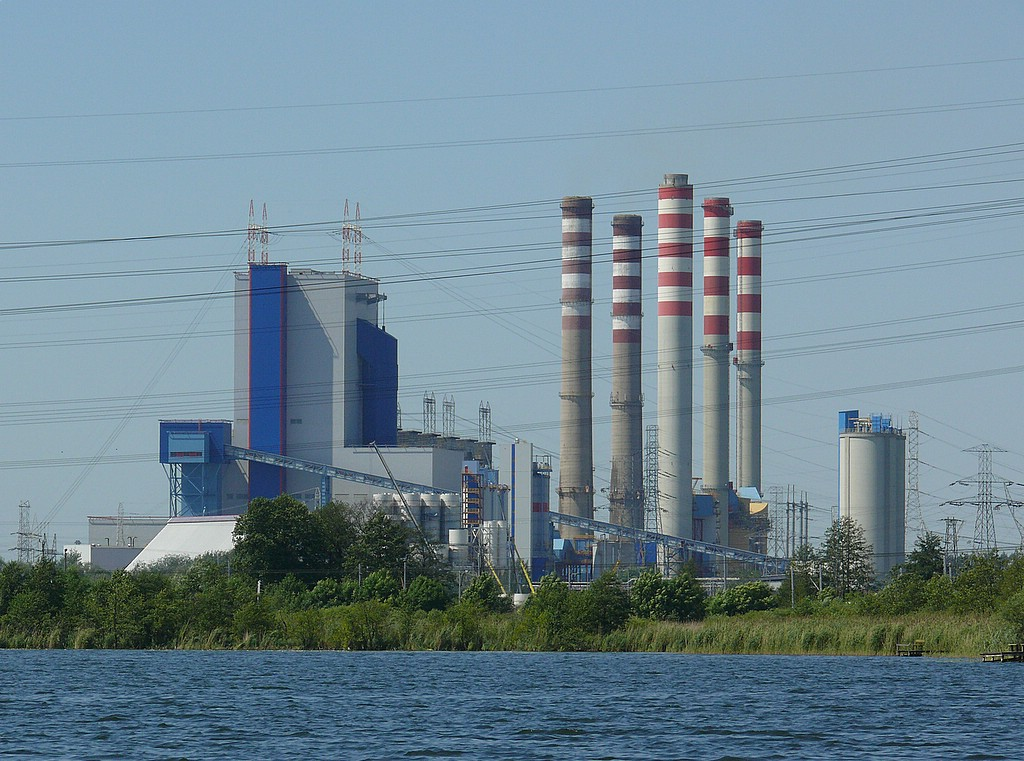
La centrale électrique.

## Sport
La ville possède deux clubs de football :
- Górnik Konin (club masculin) ;
- Medyk Konin (club féminin).

## Transports
La ville est desservie par l'autoroute polonaise A2 (qui passe au sud de la ville), via les sorties  12 Konin Zachód et  13 Konin Wschód. Les routes nationales polonaises numéro 25 (reliant Bobolice à Oleśnica), 72 (reliant Konin à Rawa Mazowiecka) et 92 (reliant Rzepin à Łowicz) passent également par la ville, tout comme les routes voïvodales 264 (reliant Konin à Kleczew) et 266 (reliant Konin à Ciechocinek).
La ligne ferroviaire numéro 3 (Berlin - Varsovie) passe et s'arrête à la gare de Konin, et des trajets sont également assurés jusqu'au quartier de Pątnów, via la ligne numéro 388.
L'aérodrome de Konin-Kazimierz Biskupi (code OACI : EPKB) dessert la ville et abrite un aéroclub.

Schéma de l'échangeur Konin Zachód.
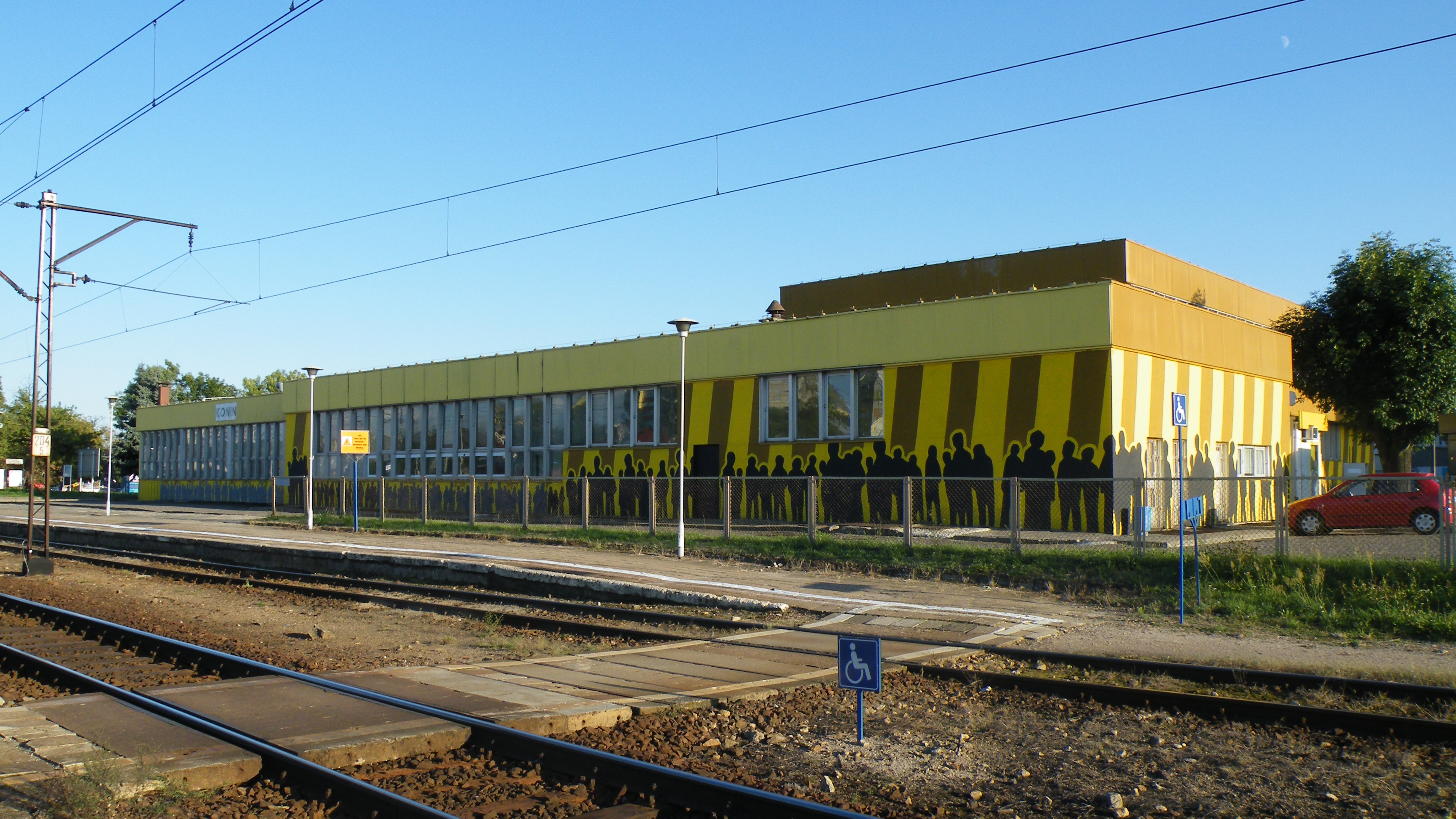
La gare ferroviaire.
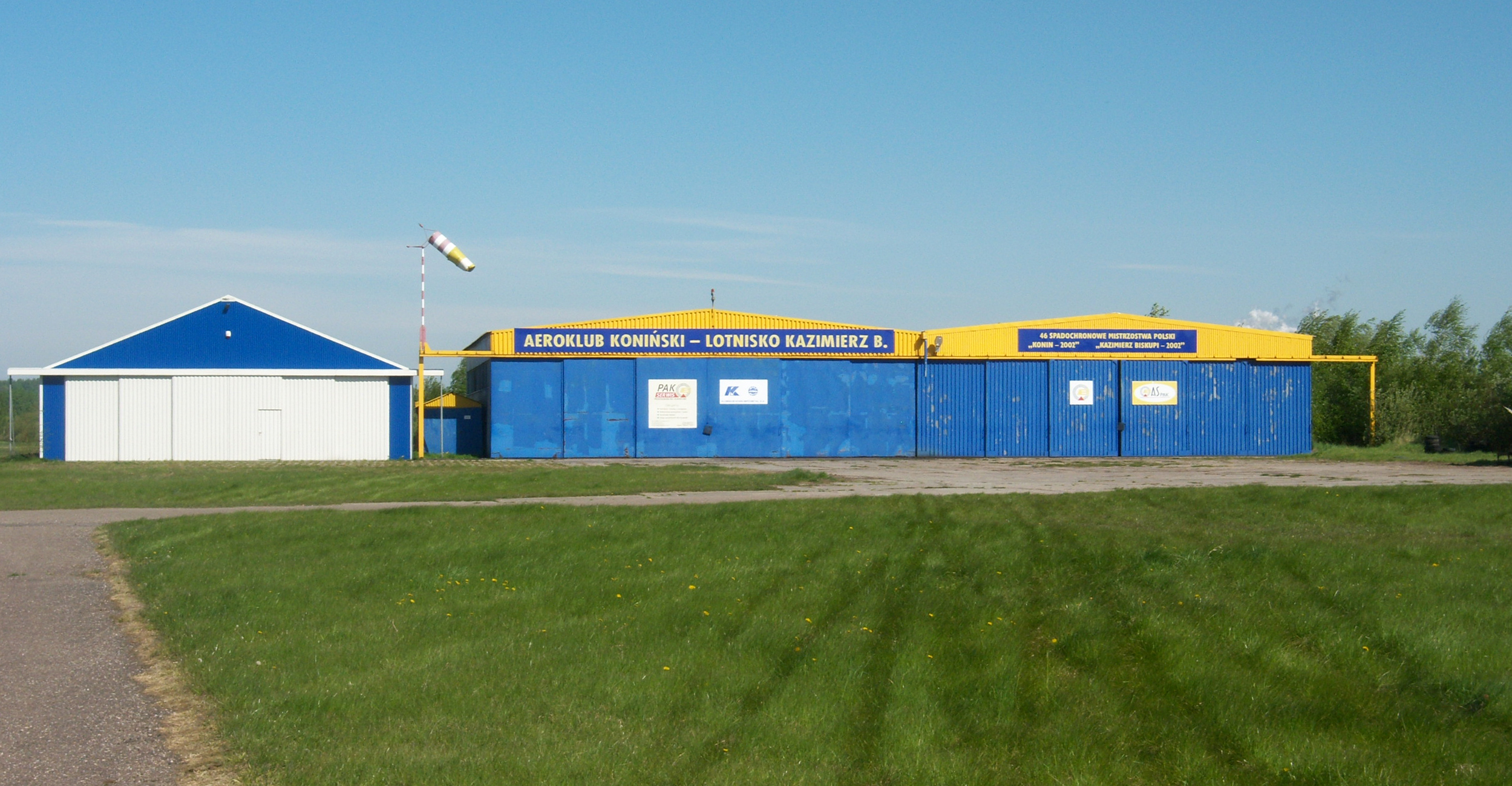
L'aérodrome.
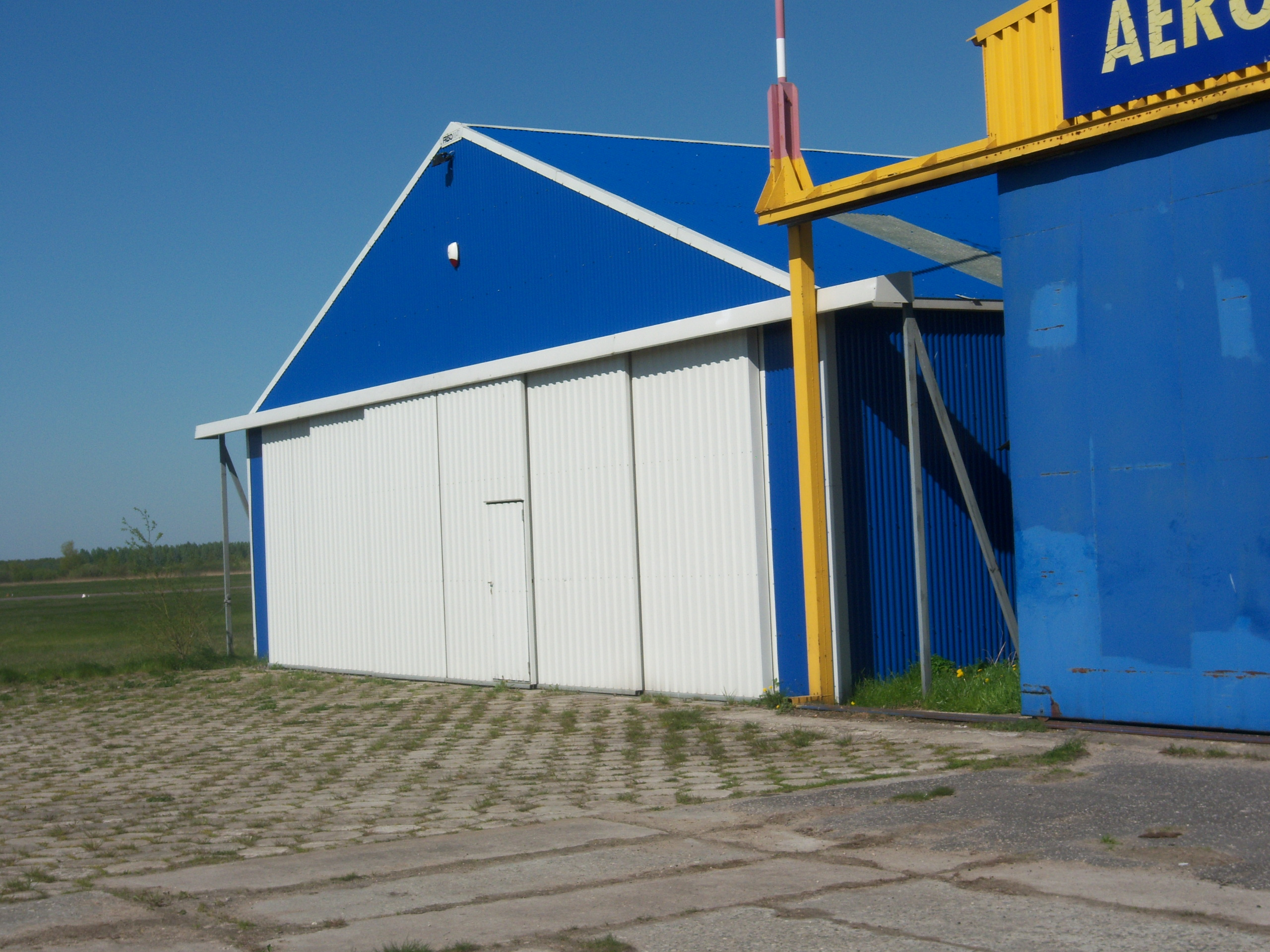
L'aérodrome.

## Jumelages
| - Hénin-Beaumont (France) - Herne (Allemagne) - Tchernivtsi (Ukraine) - Briansk (Russie) - Wakefield (Royaume-Uni) |  | - Karlovo (Bulgarie) - Sundsvall (Suède) - Akmenė (Lituanie) - Dobele (Lettonie) - Santa Susanna (Espagne) |